# Finsbury Technical College
Das Finsbury Technical College war eine von 1883 bis 1926 in Finsbury im Vereinigten Königreich bestehende höhere Bildungseinrichtung mit wissenschaftlich-technischer Ausrichtung.

## Geschichte

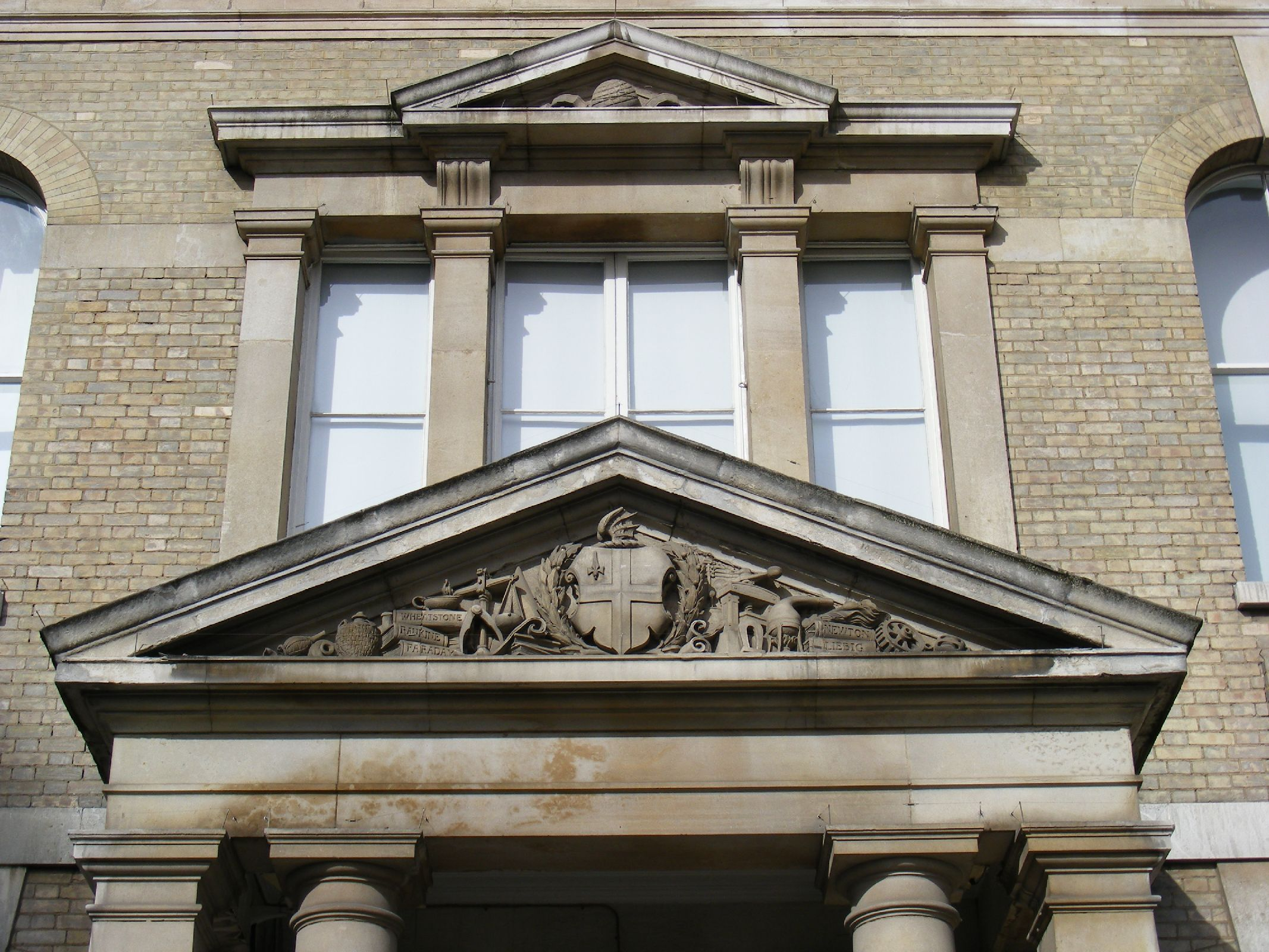
Portikus am Eingang des Gebäudes des ehemaligen Finsbury Technical College, mit den Namen von Charles Wheatstone, William Rankine, Michael Faraday, Isaac Newton und Justus von Liebig

Das Finsbury Technical College entstand auf Initiative des City and Guilds of London Institute, einer bis in die Gegenwart in Großbritannien im Bereich der Berufsbildung bestehenden Organisation. Die offizielle Eröffnung erfolgte am 19. Februar 1883 mit der Übergabe eines neugebauten Gebäudes, nachdem ab 1878 bereits Räumlichkeiten anderer Schulen für einzelne Kurse genutzt worden waren. Als erstes technisches College des Landes, gegründet als Reaktion auf die Entstehung neuer Berufsbilder durch entsprechende wissenschaftlich-technische Entwicklungen der damaligen Zeit, war es in der Folgezeit Vorbild für die Entstehung weiterer vergleichbarer Einrichtungen. Aus diesen gingen später eine Reihe von als polytechnics bezeichneten und mit Fachhochschulen vergleichbaren Institutionen hervor. Im Jahr 1904 wurde das Finsbury Technical College durch einen Erweiterungsbau ergänzt, der insbesondere ein großes Techniklabor enthielt.
Das College gliederte sich in vier Abteilungen für Elektrotechnik, Maschinenbau, Chemie und angewandte Kunst. Die Finanzierung erfolgte durch freiwillige Zuwendungen der Londoner City Companies. Die Gründung vergleichbarer Einrichtungen, die teilweise öffentlich finanziert waren, führte in späteren Jahren zu zunehmender Konkurrenz und finanziellen Schwierigkeiten, sowie in der Folge zur Schließung der Abteilung für angewandte Kunst und ab 1910 zu nachlassenden Schülerzahlen. Darüber hinaus stieg sowohl im öffentlichen Bereich als auch bei privaten Firmen der Bedarf an Hochschulabsolventen, dem das Finsbury Technical College jedoch ohne eine grundlegende Neuausrichtung nicht hätte nachkommen können. Infolge dieser Probleme wurde die Einrichtung am 26. Juli 1926 geschlossen. Zu den Lehrern am Finsbury Technical College zählten unter anderem Henry Edward Armstrong, Silvanus Phillips Thompson und Gilbert Thomas Morgan.

## Bildungsangebot
Das Bildungsangebot am Finsbury Technical College umfasste berufsvorbereitenden Ganztagsunterricht für Schüler ab einem Alter von 14 bis 17 Jahren sowie Abendunterricht für berufstätige Erwachsene. Während die meisten Tagesschüler ihre Berufsausbildung nach zwei beziehungsweise später nach drei Jahren und dem Bestehen entsprechender Abschlussprüfungen mit einem Zertifikat abschlossen, war für einige Schüler der Besuch des Finsbury Technical College die Vorbereitung auf weiterführende Studiengänge an höheren Bildungseinrichtungen.
Zu den Fächern gehörten insbesondere Kurse in den Bereichen Bauwesen, Design, Zeichnen, Technik, Mathematik sowie den angewandten Naturwissenschaften. Dabei richtete sich die Auswahl nach dem beim Schuleintritt angegebenem Ausbildungsziel der einzelnen Schüler. Die Lehrer sollten hinsichtlich der Lehrinhalte unterrichten, was sie für nutzbringend hielten, und waren nicht an feststehende Lehrpläne gebunden.